# Maud Gonne
Maud Gonne MacBride (Iers: Maud Nic Ghoinn Bean Mac Giolla Bhríghde; Tongham, 21 december 1866 - Clonskeagh, Dublin, 27 april 1953) was een in Engeland geboren Ierse revolutionair, suffragette, activist en acteur. Gonne was van Anglo-Ierse afkomst, maar liet zich winnen voor het Iers nationalisme door de benarde positie waarin de in de Land Wars aan het eind van de negentiende eeuw verdreven mensen verkeerden. Ze ageerde ook actief voor de Home Rule, die Ierse autonomie voorstond.

## Jeugd
Maud Gonne werd geboren in Tongham, in de buurt van Farnham (Surrey), als Edith Maud Gonne, de oudste dochter van Thomas Gonne (1835–1886) – kapitein bij het cavelerieregiment de 17th Lancers (lansiers), wiens voorouders afkomstig waren uit Caithness in Schotland – en Edith Frith Cook (1844–1871). Haar moeder stierf toen zij 4 jaar oud was. Maud en haar twee jaar jongere zuster Kathleen groeiden op in Donnybrook Howth (Dublin) en Curragh (Newbridge, County Kildare), onder de hoede van een kindermeisje en gouvernantes. Later stuurde haar vader haar naar een internaat in Frankrijk om daar onderwijs te volgen. Zij had haar ‘debutante ball’ in Sint Petersburg.
Genealogie
"De Gonnes kwamen uit County Mayo,” schreef ze in haar getuigenis voor het Bureau of Military History, “maar mijn over-overgrootvader werd onterfd en zocht zijn fortuin in het buitenland; hij handelde in Spaanse wijn. Mijn grootvader was hoofd van een welvarend bedrijf met kantoren in Londen en Porto – hij bestemde mijn vader voor om de leiding te over nemen over de buitenlandse tak van het bedrijf en liet hem in het buitenland opleiden. Mijn vader sprak 6 talen, maar had weinig zin in zaken, dus kreeg hij een officiersaanstelling in het Engelse leger; zijn gave voor talen bezorgde hem diplomatieke benoemingen in Oostenrijk, de Balkan en Rusland, en hij voelde zich net zo thuis in Parijs als in Dublin."

## Millevoye en militant

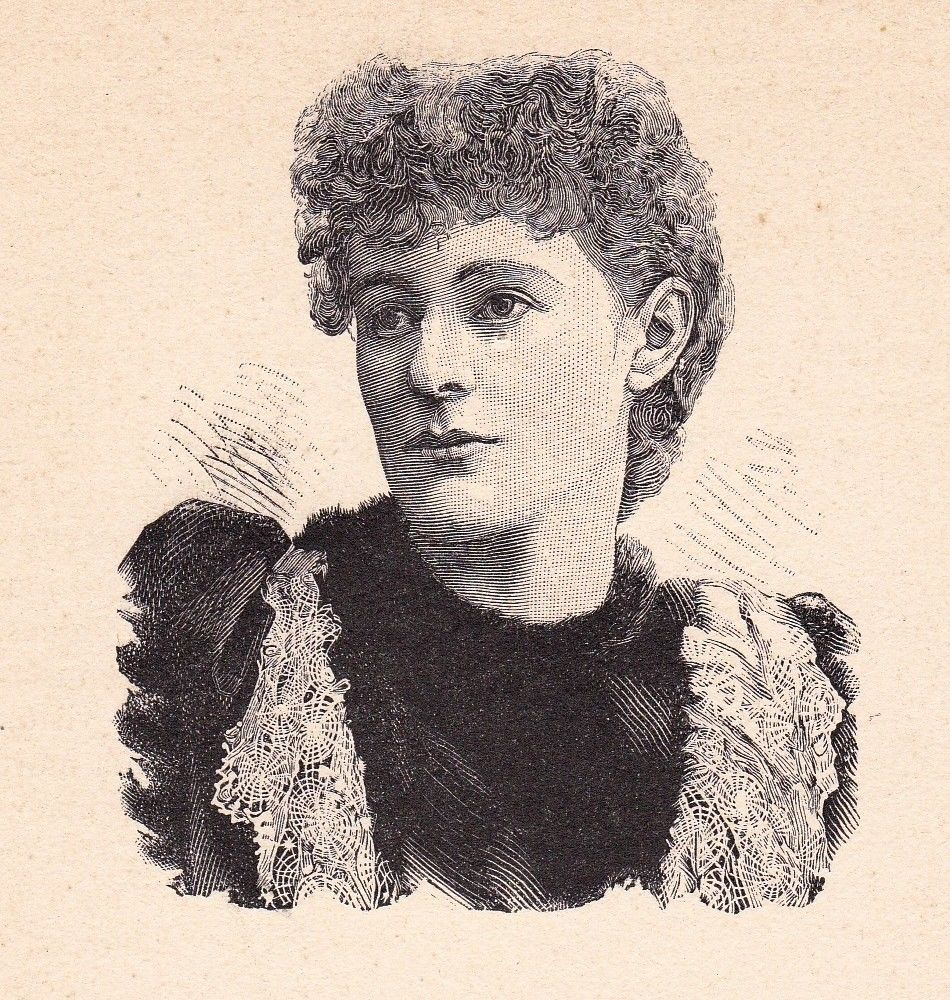
Maude Gonne in 1886

In 1882 werd haar vader in Dublin Castle gestationeerd als adjudant generaal voor Ierland. Zij vergezelde hem en bleef tot zijn dood ten gevolge van tyfus in 1886 bij hem. Na een tuberculoseaanval bleek zij door toedoen van de executeur-testamentair berooid te zijn achtergebleven. Maud Gonne ging toneelspelen om de kost te verdienen en sloot zich aan bij een Engels theatergezelschap. Toen zij weer ziek werd, moest zij kuren in het Franse Royat. Daar werd ze verliefd op de journalist en radicaal rechtse politicus Lucien Millevoye, een kleinzoon van Charles Millevoye. Zij zaten op een lijn als het ging om vechten voor de Ierse onafhankelijkheid en het herwinnen van Elzas-Lotharingen voor Frankrijk. Millevoye stuurde Maud Gonne naar het Russische hof om voor die laatste zaak te pleiten en betrekkingen met het tsaristische bewind aan te gaan. Gonne keerde hierna terug naar Ierland en zette zich onvermoeibaar in voor de vrijlating van Ierse politieke gevangenen. In 1889 ontmoette ze daarbij William Butler Yeats, die verliefd op haar werd.

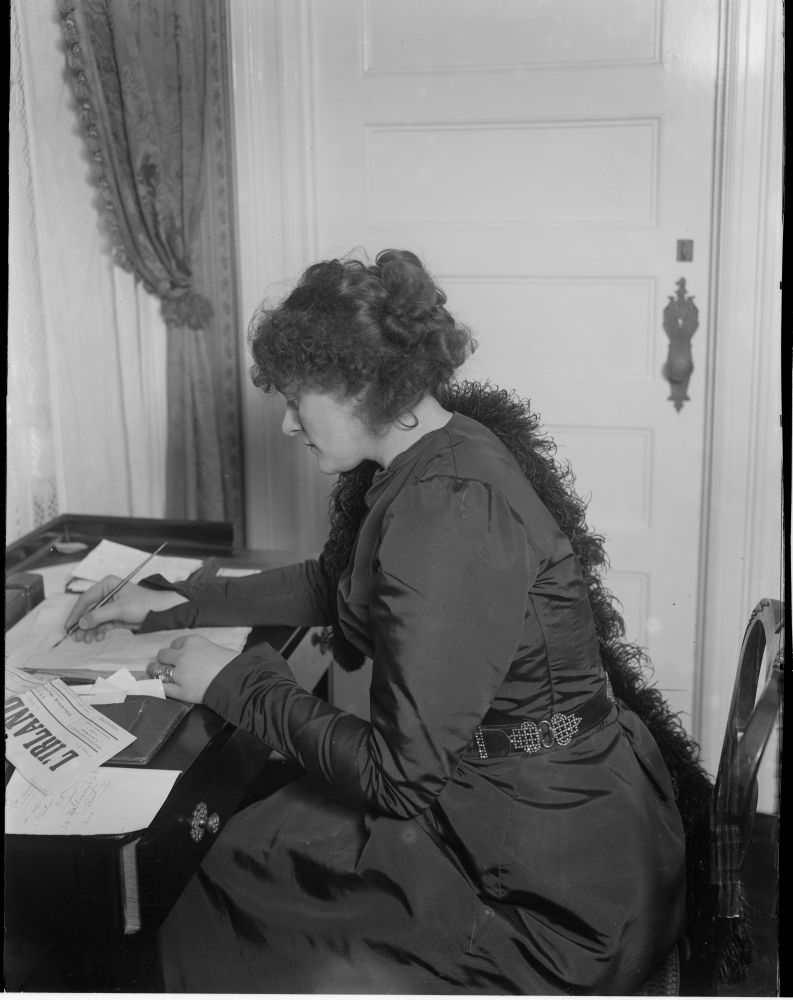
Maude Gonne schrijvend voor L’Irlande libre

In 1890 installeerde zij zich in Ierland, in County Donegal. Zij streed daar tegen de uitzetting van arme families. Deze actie vertaalde zich in de bouw van opvanghuizen en het werven van fondsen, alsmede de redactie van artikelen voor diverse kranten. Bang om hiervoor te worden gearresteerd, vluchtte zij naar Frankrijk, waar ze haar relatie met Millevoye voortzette. Zij kregen een zoon, Georges Silvère (11 januari 1889). Georges stierf echter op 10 augustus 1891 in Ierland, mogelijk aan meningitis. Maud Gonne was radeloos en liet hun zoon in een grote herdenkingskapel begraven, die speciaal voor hem was gebouwd met geld dat ze had geërfd. Haar bedroefdheid hield haar in haar greep; Georges' babyschoenen droeg zij altijd bij zich en in haar testament liet ze de wens optekenen om die met haar te begraven, er werd niet gerept over haar dochter die een paar jaar na hem was geboren. Bij haar volgende ontmoeting met Yeats, tijdens de begrafenis van Charles Stewart Parnell – de « koning zonder kroon » –, probeerde de poëet haar te troosten met magische rituelen, maar zij zocht haar toevlucht in de chloroform. In Dublin, Londen en Parijs voelde zij zich later wel aangetrokken tot de occultistische en spiritistische werelden die zo belangrijk waren voor Yeats; zij informeerde bij zijn vrienden naar de realiteit van reïncarnatie. In 1891 trad ze voor korte tijd toe tot de Hermetische Orde van de Gouden Dageraad, een occulte organisatie waarmee Yeats zich had ingelaten. Na het overlijden van Georges beëindigde Maud Gonne haar relatie met Lucien Millevoye, maar eind 1893 sprak ze nogmaals met hem af in het mausoleum in Samois-sur-Seine.
In augustus 1894 werd de dochter van Gonne en Millevoye geboren, Iseult Lucille Germaine. Iseult zou later, op 23-jarige leeftijd, een aanzoek krijgen van William Butler Yeats. Ze heeft ook een korte affaire gehad met Ezra Pound. Op 26-jarige leeftijd huwde Iseult de Iers-Australische romanschrijver, Francis Stuart, die toen 18 jaar oud was.
Gedurende haar verblijf in Parijs richtte Gonne samen met Millevoye een maandblad op, L’Irlande libre, om de honderdste verjaardag van de Ierse rebellie van 1798 te herdenken en sympathie te winnen voor de zaak van Ierse onafhankelijkheid. En zij financierde de uitgave van een dichtbundel van Ellen O’Leary.

## Activist

Maud Gonne rond 1900

Tijdens de jaren negentig van de negentiende eeuw reisde Maud Gonne veel door Engeland, Wales, Schotland, Frankrijk en de Verenigde Staten om voordrachten te geven over en fondsen te werven voor de Ierse nationalistische zaak en onafhankelijkheid; zij richtte in 1896 een organisatie op die de "Irish League" werd gedoopt. Samen met Yeats en Arthur Griffith organiseerde ze in 1897 protesten tegen de viering van het diamanten jubileum van koningin Victoria. En eind 1898, nam zij met James Connolly de redactie op zich van een manifest over het probleem van de hongersnood in Ierland.

### Vrouwenbeweging
Gekant tegen de pogingen van de Britten om aan het begin van de twintigste eeuw de loyaliteit van jonge Ieren te winnen, stond Gonne erom bekend speciale ontvangsten voor kinderen te organiseren. Met andere vrijwilligers vocht zij voor het behoud van de Ierse cultuur tijdens de periode van Britse kolonialisatie, door het oprichten van de vrouwenbeweging Inghinidhe_na_hÉireann (Dochters van Ierland).
Negenentwintig vrouwen woonden haar eerste bijeenkomst bij. Daarin besloten zij om “op alle mogelijke manieren te strijden tegen de Engelse invloed die zoveel schade aanbracht en onrecht deed aan de artistieke smaak en verfijning van het Ierse volk.”

### Politiek en theater
Samen met William Butler Yeats en Lady Gregory participeerde zij in 1899 ook in de oprichting van de voorloper van het Abbey Theatre in Dublin.
Met onder meer Arthur Griffith en William Yeats richtte zij in oktober 1900 de politieke beweging Cumman na nGaedheal op in haar huis aan Coulson Avenue.
In april 1902 nam zij de hoofdrol aan voor Yeats’ toneelstuk Cathleen ni Houlihan. Daarin personaliseerde ze Cathleen, de "oude vrouw Ierland", die treurt om haar vier provincies, verloren aan de Engelse kolonisatoren. Veel van haar tijd bracht Gonne door in Parijs.
In hetzelfde jaar werd ze lid van de rooms-katholieke kerk. Ze sloeg de vele huwelijksaanzoeken van Yeats af, niet alleen omdat hij zich niet tot het katholicisme wilde bekeren of omdat ze hem als niet radicaal genoeg beschouwde in zijn nationalisme, maar ook omdat zij geloofde dat zijn onbeantwoorde liefde voor haar een zegen was voor zijn poëzie en ze zei hem dat de wereld haar dankbaar zou moeten zijn, omdat zij zijn aanzoeken nooit heeft aanvaard. “Een huwelijk zou zo’n saaie boel worden. Dichters zouden nooit moeten trouwen.”
In 1904 liep een Franse kolonel, die Gonne namens de Irish Republican Brotherhood voor hun zaak had gewonnen, over naar het kamp dat de Entente Cordiale mede had ontworpen en zou ondertekenen, ten gunste van de politiek van Georges Clemenceau. Hierdoor werd veel van haar Franse werk in casu tenietgedaan en voelde zij zich met Griffith en Yeats genoodzaakt om zich terug te trekken uit deze geheime, fraternale organisatie, waarvan zij als enige vrouw ooit lid was. Wel bleef zij nog korte tijd secretaris van de National Council en gaf zij namens Cumman na nGaedheal lezingen over hun politieke ideologie en Sinn Féin.

## MacBride

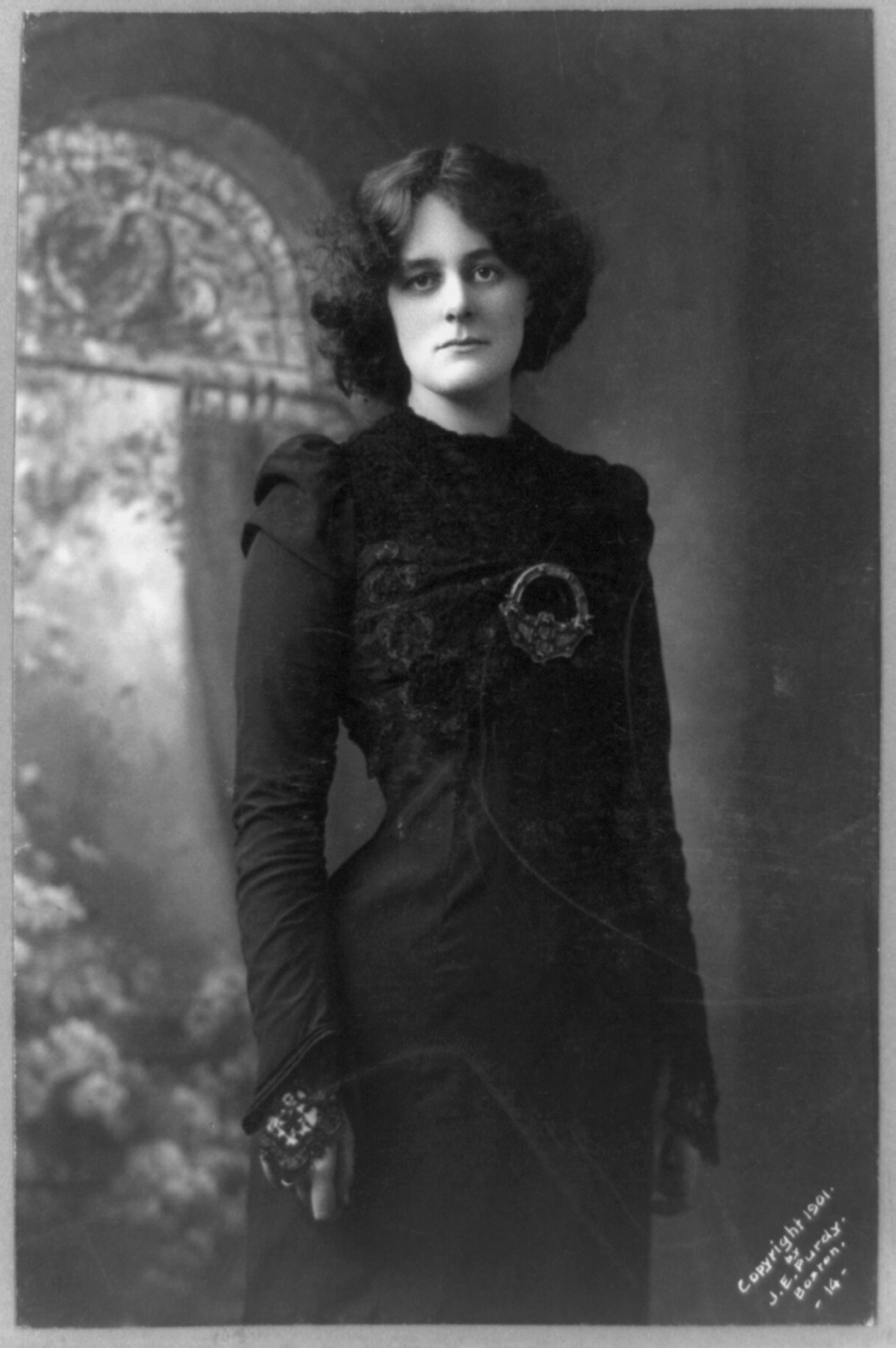
Maud Gonne in 1901, Library of Congress

### Huwelijk
Nadat zij tussen 1891 en 1901 ten minste vier huwelijksaanzoeken van Yeats had afgewezen, huwde Maud Gonne in 1903 in Parijs de Ierse majoor John MacBride – hij had de Ierse Transvaal Brigade geleid tegen de Britten tijdens de Tweede Boerenoorlog. Het jaar daarop werd hun zoon Seán MacBride geboren. Nadien kwamen Gonne en haar man overeen hun huwelijk te beëindigen. Zij eiste de voogdij over hun zoon op, maar MacBride weigerde daarmee in te stemmen en daarom begonnen zij op 28 februari 1905 in Parijs een echtscheidingszaak. De enige aanklacht die voor de rechtbank tegen MacBride werd ingebracht, was dat hij tijdens dit huwelijk een keer dronken was geweest. De scheiding werd niet ingewilligd en MacBride kreeg het recht om zijn zoon twee keer per week te bezoeken.

### Geweld
Toen het huwelijk eenmaal was ontbonden, beweerde Gonne dat er sprake was geweest van huiselijk geweld en – volgens W.B. Yeats – ook van seksueel misbruik van Iseult, haar destijds elfjarige dochter. Critici hebben gesuggereerd dat Yeats zijn beschuldigingen mogelijk heeft verzonnen vanwege zijn haat jegens MacBride door Mauds afwijzing van hem ten gunste van MacBride. Noch de door Gonne ingediende scheidingspapieren, noch de geschriften van Iseult zelf maken gewag van dit misbruik, wat niet verwonderlijk is, gezien de terughoudendheid uit die tijd rondom dergelijke zaken. Francis Stuart, de latere echtgenoot van Iseult, verklaarde echter dat Iseult hem erover verteld heeft. De oorspronkelijke aantijging betreffende Iseult werd door Maud gedaan tegen Johns broer, dr.Anthony MacBride. Hoewel Maud dit buiten de gerechtelijke procedures heeft gehouden, heeft de MacBride-partij het in de rechtbank aan de orde gesteld om Johns naam van alle blaam te zuiveren. En daarin is MacBride geslaagd, schreef Maud aan Yeats. Yeats en enkele van zijn biografen hebben volgehouden dat Iseult slachtoffer was van MacBride; zij hebben het gerechtelijke incident uit hun tekst weggelaten.

### Paasopstand
Voor een korte periode bezocht MacBride zijn zoon, zoals hem door de rechtbank was toegestaan, maar na enige tijd keerde hij terug naar Ierland ter voorbereiding van de opstand en zag zijn zoon Seán daarna nooit meer. In Ierland werd hij uit tactische overweging niet opgepakt, om Maud Gonne buiten het land te houden. Gonne voedde Seán in Parijs op. MacBride werd op 5 mei 1916 samen met James Connolly en andere leiders van de Paasopstand geëxecuteerd. Maud Gonne verbleef toen nog in Frankrijk.

### WO-I
Toen zij voor de Eerste Wereldoorlog in Ierland was, had Gonne tegen de conscriptie van Ieren in het Britse leger gestreden.
Bij het uitbreken van de oorlog was Maud Gonne met Helena Molony, Iseult en Seán in Argelès in de Franse Pyreneeën, waar de jongen moest aansterken na een appendectomie en daar hielpen Iseult en Maud bij het verplegen van gewonde Franse soldaten; Helena Molony had kans gezien om naar Ierland terug te keren. Gonne en Iseult kregen de rang van luitenant om het reizen te vergemakkelijken en onderweg hielpen zij op diverse plaatsen de organisatie in verpleeg- en ziekenhuizen te verbeteren. Zij bleven tot 1917 in de verpleging in Le Touquet-Paris-Plage, waar zij hoorden over de Paasopstand en de dood van MacBride. Na de dood van MacBride had Gonne het gevoel dat zij veilig naar Ierland kon terugkeren, om daar permanent te gaan wonen. Yeats kwam hen in augustus in Le Touquet-Paris-Plage ophalen voor een overtocht naar Londen, waar Gonne constant werd bewaakt door mannen van de Criminal Investigation Department. Eva Gore-Booth — de zus van Constance Markievicz — en haar partner Esther Roper hielpen haar ontsnappen en per trein arriveerden Gonne en Seán separaat bij de boot; Molony herkende haar niet in haar vermomming. Zij reisden door naar het huis van dokter Kathleen Lynn in de Dublinse buitenwijk Rathmines. Na enkele dagen bij haar vriendin Constance Markievicz te hebben gelogeerd, kocht zij het pand aan St.Stephen’s Green 73. Van daaruit deed zij publiciteitswerk voor de republiek en werd op een dag in mei 1918 gearresteerd door een cordon politieagenten. Zij is van Bridewell naar Arbour Hill Prison vervoerd, samen met count Joseph Plunkett. Na een reis met veel oponthoud arriveerde Gonne in de Holloway Prison in Londen, waar ze samen met Constance Markievicz en Kathleen Clarke voor een periode van zes maanden werd vastgezet vanwege vermeend heulen met de Duitse vijand (in the German Plot, dat niet bestond). Met hulp van Seán ontsnapte zij naar Ierland.

## Yeats en Iseult
Toen hij in zijn vijftiger jaren was, deed Yeats Maud Gonne kort na MacBrides dood opnieuw een huwelijksaanzoek. Zij sloeg dat wederom af, waarop hij de 23-jarige Iseult ten huwelijk vroeg. Hij kende haar al vanaf haar vierde en noemde haar vaak zijn lieve kind; hij interesseerde zich op vaderlijke wijze voor haar geschriften (veel Dubliners vermoedden daardoor ten onrechte dat Yeats haar vader was). Iseult nam het voorstel in overweging, maar wees Yeats uiteindelijk af, omdat hij niet echt verliefd op haar was en het huwelijk haar moeder te veel van streek zou maken.

## Peace Committee

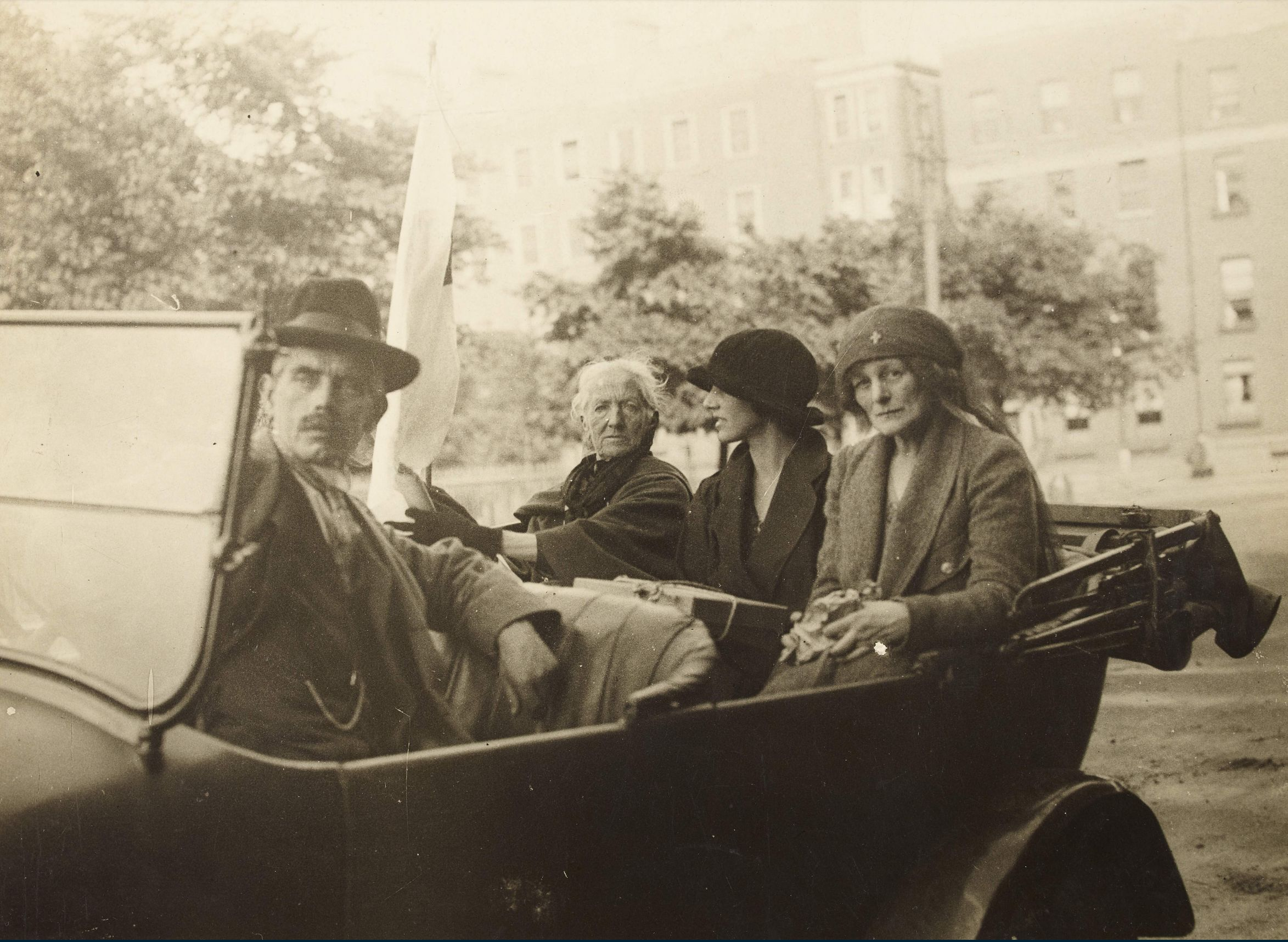
Maud Gonne (uiterst rechts) met leden van het hulpverleningsbureau in Dublin in juli 1922

### Rode en Witte Kruis
Gonne bleef zeer actief in Parijs. Een poos na haar echtscheiding had zij zich in Ierland weer bij Constance Markievicz, James Connolly en James Larkin gevoegd in de strijd om de autoriteiten te dwingen de wet van 1906 aangaande schoolmaaltijden in Ierland te effectueren, alles om het voeden van de arme kinderen van Dublin aan te jagen. Eerder reisde Gonne daartoe al af naar Londen, waar parlementslid Stephen Gwynn van de Irish Parliamentary Party de benodigde aanpassing in de Britse wet voor hen regelde, waarvan de tekst goeddeels was voorbereid door de secretaris van hun organisatie, actrice Helen Laird.
Nu wilde zij dat Cumann na mBan serieus zou worden genomen; haar idee was om aansluiting te krijgen bij het Engelse Rode Kruis, en zij schreef het hoofdkantoor in Genève aan om deze nieuwe nationalistische organisatie langs die weg internationaal te kunnen profileren.

### Despard
Ze werkte met het Ierse Witte Kruis samen voor de opvang van slachtoffers van geweld, met onder meer Molly Childers. Het betrof voornamelijk kinderen uit Belfast.
Maud Gonne bewoog zich in de hogere kringen en was bevriend geraakt met de zuster van Lord Lieutenant John French, mevrouw Charlotte Despard, een beroemde suffragette die al lid was van Sinn Féin, voordat ze in 1920 in Dublin aankwam. Despard vergezelde Gonne op een tour door County Cork, het centrum van de meest fervente revolutionaire activiteit. Cork was op basis van de krijgswet (staat van beleg) een zogenaamde Martial Law Area, verboden terrein voor Ieren afkomstig van buiten die zone. Maar de zus van de ‘onderkoning’ van Ierland had daar wel toegang.

### Vredescommittee en verbond gevangenenrechten
Gonne kantte zich tegen het Anglo-Iers Verdrag en bepleitte de Republikeinse zijde. Het comité dat het Witte Kruis in Ierland oprichtte, vroeg haar in januari 1921 lid te worden om geld te verdelen onder de slachtoffers, die door Cumann na mBan waren geregistreerd.
Ze vestigde zich in 1922 in Dublin. Tijdens de straatgevechten gedurende de Ierse Burgeroorlog leidde zij een delegatie, The Women's Peace Committee, die de leiders van de eerste Dáil Éireann benaderde, alsmede haar oude vriend Arthur Griffith. Deze waren echter niet in staat om de willekeurige beschietingen — waarbij ook burgers geraakt werden — te stoppen, omdat ze meer geïnteresseerd waren in orde en gezag. In augustus van datzelfde jaar richtte Maud Gonne, met Charlotte Despard en Hanna Sheehy-Skeffington, een vergelijkbare organisatie op, de Women's Prisoner's Defense League. De gevangenissen waren onmenselijk en veel vrouwen zaten daar opgesloten tussen mannen in gevangenissen voor mannen. De League ondersteunde families die om nieuws over gevangen verwanten zaten te springen. Zij kwamen op voor de rechten van gevangenen, hielden wakes en publiceerden verhalen over tragische overlijdens in de gevangenissen. Ook namen zij bezwarende getuigenissen op over het politiegeweld in Cork en in Kerry. De League werd een jaar later in de ban gedaan.

### Vrijstaat
Op 9 november 1922 werd het Sinn Féin-kantoor in Suffolk street overvallen; de Vrijstaat had de hoofdstad veroverd en oppositieleden opgepakt en gevangengezet voor internering. Historici hebben verslag gedaan van de omvang van de schade die aan het huis van Maud Gonne in St. Stephen's Green 73 is toegbracht, toen soldaten van het Vrijstaatleger het pand plunderden, vernielden en haar brieven van W.B. Yeats, George William Russell (Æ), Arthur Griffith, Padraig Pearse en James Connolly en de administratie over excessen in de “Black and Tan War” in brand staken. Zijzelf was op het platteland en haar huurder, Dorothy McArdle, was opgepakt en zat in de cel. Gonne werd ook gearresteerd en overgebracht naar de gevangenis van Mountjoy.
Op 10 april 1923 werd Maud Gonne opnieuw gearresteerd. De aanklachten waren:
1) het beschilderen van spandoeken voor opruiende demonstraties;
2) het samenstellen van anti-overheidsliteratuur.

### Hongerstaking
Tweeënnegentig vrouwen gingen in de gevangenis in hongerstaking. Charlotte Despard (79) zat demonstratief dag en nacht buiten Kilmainham Gaol te wachten tot Gonne op 28 april werd vrijgelaten, na twintig dagen hechtenis. Maanden later werd het gerucht verspreid dat Nell Ryan in hechtenis was gestorven om een propaganda-overwinning te behalen. De Britten bleven vrouwen arresteren. Op 1 juni stonden Maud Gonne, Iseult Stuart en schrijver en activist Dorothy Macardle te protesteren bij Kilmainham Jail. Zij ondersteunden hiermee Maire Comerford, die in hongerstaking was gegaan.
Maud Gonne MacBride bleef actief tot Éamon de Valera weer aan de macht kwam en gevangenen vrijliet.
In de jaren dertig van de twintigste eeuw raakte zij betrokken bij de organisatie Vrienden van Sovjet-Rusland.

## De muze van Yeats

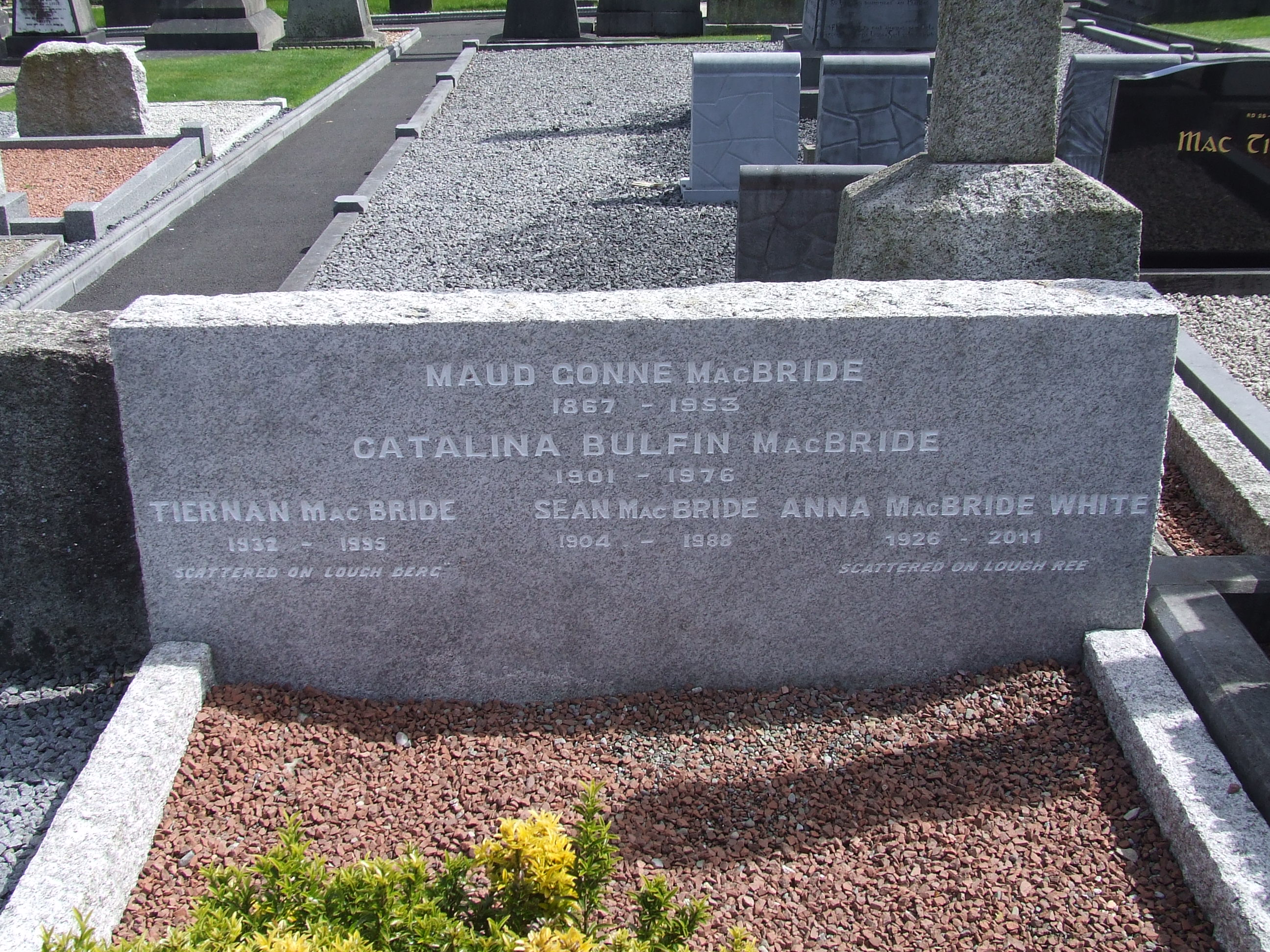
De grafsteen van Maud Gonne op de begraafplaats Glasnevin in Dublin
(mei 2015)

Yeats liet zich voor veel van zijn gedichten inspireren door Maud Gonne of hij vermeldde haar, zoals in This, This Rude Knocking. Hij schreef de toneelstukken The Countess Cathleen en Cathleen ni Houlihan voor haar. Zijn gedicht Aedh wishes for the clothes of heaven eindigt met een verwijzing naar haar:
I have spread my dreams under your feet; 

Tread softly because you tread on my dreams.
Slechts weinig dichters hebben de schoonheid van een vrouw bejubeld in de mate waarin Yeats dit deed in zijn lyriek over Maud Gonne. Van zijn tweede bundel tot Last Poems transformeerde zij in de roos, Helen van Troje (in No second Troy), het Ledaean Body (Leda and the Swan en Among School Children), Cathleen Ní Houlihan, Pallas Athene en Deirdre.
Why should I blame her that she filled my days 

With misery, or that she would of late 

Have taught to ignorant men most violent ways 

Or hurled the little streets upon the great.
—  (uit No second Troy, 1916)
Het gedicht On a Child's Death (1893) van Yeats is vermoedelijk geïnspireerd door de dood van Gonne's zoon Georges, die naar Yeats dacht door Gonne was geadopteerd. Het gedicht werd tijdens het leven van Yeats niet gepubliceerd; geleerden zeggen dat hij niet wilde dat het deel uitmaakte van zijn oeuvre, omdat het van wisselvallige kwaliteit is.

## Oude dag
Maud Gonne publiceerde in 1938 haar autobiografie onder de titel A Servant of the Queen, zowel een verwijzing naar een visioen dat ze had van de oude Ierse koningin, Kathleen Ni Houlihan, als een ironische titel gezien Gonne’s Ierse nationalisme en haar afwijzing van de Britse monarchie.

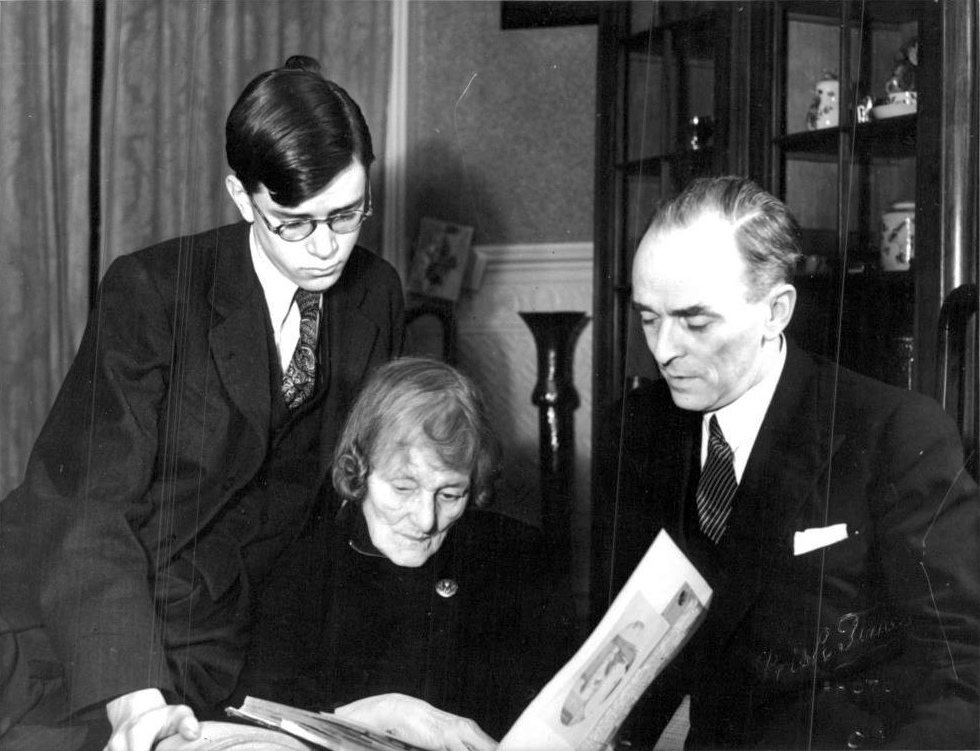
Seán MacBride met zijn moeder en zijn zoon in 1948

Haar zoon, Seán MacBride, was actief in de Ierse politiek en in de Verenigde Naties. Hij was een van de oprichters van Amnesty International en hij ontving de Nobelprijs voor de Vrede in 1974.
Maud Gonne stierf op 86-jarige leeftijd in de buitenwijk Clonskeagh in Dublin en is begraven op begraafplaats Glasnevin in Dublin, te midden van onder meer Daniel O'Connell, Charles Stewart Parnell, Éamon de Valera, James Larkin, Constance Markievicz en Michael Collins.

## Secundaire literatuur
- Brady, Margery, (1990) The love story of Yeats and Maud Gonne. Dublin, Mercier Press
- Cardozo, Nancy, (1978) Lucky eyes and a high heart, the life of Maud Gonne. Indianapolis, Bobbs-Merrill
- Cardozo, Nancy, (1979) Maud Gonne London, Victor Gollancz
- Coxhead, Elizabeth, (1985) Daughters of Erin, Gerrard's Cross, Colin Smythe Ltd ( pp. 19–77)
- Fallon, Charlotte, (1980) Republikeinse hongerstakers tijdens de Ierse burgeroorlog en de onmiddellijke nasleep ervan, MA Thesis, University College Dublin
- Fallon, C, (1987) 'Civil War Hungerstrikes: Women and Men', Eire, Vol.22
- Jordan, Anthony J, (2018) Maud Gonne's Men, Westport Books
- Levenson, Samuel, (1977) Maud Gonne, London, Cassell & Co Ltd
- Maletzke, Elsemarie (2016) Maud Gonne. Ein Leben für Irland, Insel Verlag, Berlin
- Quinn, Antoinette (1997) 'Cathleen ni Houlihan Writes Back. Maud Gonne and the Irish Nationalist Theater.' In: Anthony Bradley & Maryann Gialanella Valiulis (red.) Gender and Sexuality in Modern Ireland. Boston, University of Massachusetts Press (pp. 39–59)
- Ward, Margaret, (1990) Maud Gonne, Ireland’s Joan of Arc, California, Pandora